# Natomas Men's Professional Tennis Tournament 2010
Il Natomas Men's Professional Tennis Tournament 2010 è un torneo professionistico di tennis maschile giocato sul cemento, che faceva parte dell'ATP Challenger Tour 2010. Si è giocato a Sacramento negli USA dal 4 all'11 ottobre 2010.

## Partecipanti

### Teste di serie
| Nazionalità | Giocatore          | Ranking* | Testa di serie |
| ----------- | ------------------ | -------- | -------------- |
| Germania    | Tobias Kamke       | 88       | 1              |
| Stati Uniti | Donald Young       | 106      | 2              |
| Germania    | Julian Reister     | 111      | 3              |
| Stati Uniti | Ryan Sweeting      | 114      | 4              |
| Stati Uniti | Robert Kendrick    | 151      | 5              |
| Australia   | Carsten Ball       | 153      | 6              |
| Sudafrica   | Izak van der Merwe | 155      | 7              |
| Stati Uniti | Kevin Kim          | 162      | 8              |

- Ranking al 27 settembre 2010.

### Altri partecipanti
Giocatori che hanno ricevuto una wild card:
- Denis Kudla
- Michael McClune
- Dennis Novikov
- Fritz Wolmarans

Giocatori passati dalle qualificazioni:
- Daniel Cox
- Pierre-Ludovic Duclos
- Luka Gregorc
- Dimitar Kutrovsky
- Andrew Anderson (Lucky Loser ha rimpiazzato Jesse Levine)

## Campioni

### Singolare
John Millman ha battuto in finale  Robert Kendrick con il punteggio di 6–3, 6–2

### Doppio
Rik De Voest /  Izak van der Merwe hanno battuto in finale  Nicholas Monroe /  Donald Young con il punteggio di 4–6, 6–4, [10–7]